# Ingjaldssandurs flygplats
Ingjaldssandurs flygplats är en flygplats i republiken Island.   Den ligger i regionen Västfjordarna, i den västra delen av landet, 230 km norr om huvudstaden Reykjavik. Ingjaldssandurs flygplats ligger 2 meter över havet.